# فريدريك إدموند مريديث
فريدريك إدموند مريديث هو محامي كندي، ولد في 16 يناير 1862 في مدينة كيبك في كندا، وتوفي في 23 سبتمبر 1941 في مونتريال في كندا.